# ベーリング地峡

ベーリング地峡の海岸線の変化

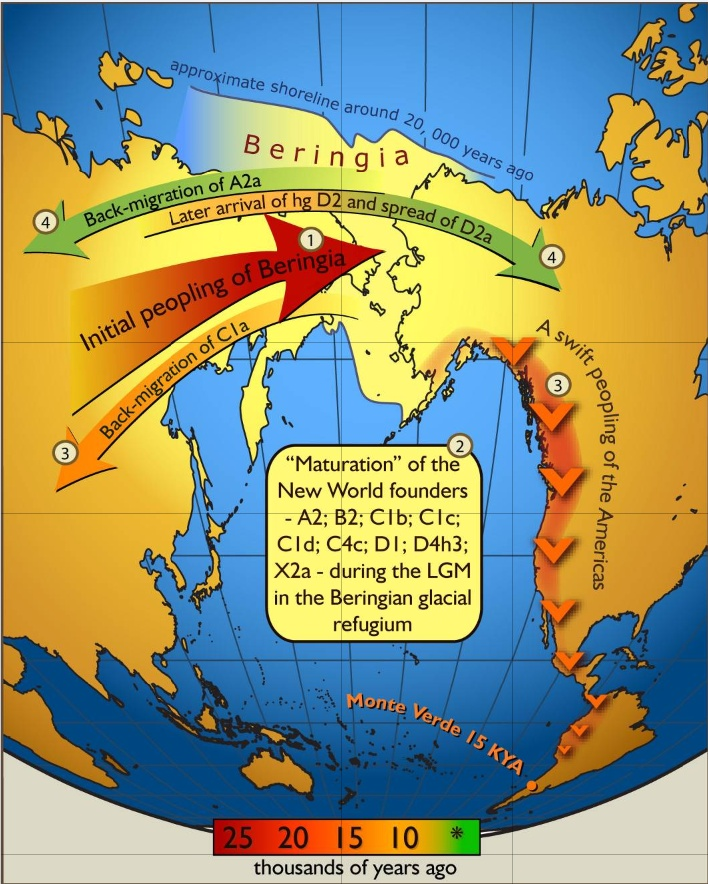
ベーリング地峡を介した人類の移動

ベーリング地峡（ベーリングちきょう、英: Bering Isthmus）は、氷期にアラスカ（北アメリカ大陸）とシベリア（ユーラシア大陸）の間に存在した地峡。ベーリング陸橋（Bering land bridge）またはベーリンジア（Beringia）とも呼称される。
最終氷期には、現在のベーリング海峡周辺からベーリング海にかけて南北の幅が最大1600キロメートルにおよぶ陸地が広がっていた。人類がアメリカ大陸へ進出する際にたどった経路として取り上げられることが多い。

## 概要
一般的に、アフリカ大陸で進化した人類は、ユーラシア大陸を経て、最終氷期の後期（1万8000年前 - 1万5000年前）にベーリング地峡を渡り、厚い氷河に覆われた内陸部のアラスカ・カナダ・北アメリカを避け、太平洋沿岸（現在は海中に没しているが、当時の太平洋沿岸は氷河もなく、水と食料の調達可能な緑豊かな陸地であった）に沿って南下し、南北アメリカ大陸へ到達したものと考えられている。

## 地峡を介して移動したと考えられる動物

### アジア→アメリカ
- ヒト（パレオインディアン）
- マンモス
- イヌ
- ジャガランディ
- アメリカアカシカ

### アメリカ→アジア
- ウマ
- ラクダ